# Mancomunidad del Curueño
La Mancomunidad del Curueño es una agrupación voluntaria de municipios para la gestión en común de determinados servicios de competencia municipal, creada por varios municipios en la provincia de León, de la comunidad autónoma de Castilla y León, España.

## Municipios integrados
La Mancomunidad del Curueño está formada por los siguientes municipios:
- Valdelugueros
- La Vecilla
- Santa Colomba de Curueño[7]

## Sede
Sus órganos de gobierno y administración tendrán su sede permanente en la localidad de La Mata de la Bérbula, Municipio de Valdepiélago (León).

## Fines
- La protección del medio ambiente urbano: En particular gestión de los residuos sólidos urbanos y limpieza viaria.
- Protección de la salubridad pública.
- Protección civil y servicio de quitanieves.
- Promoción cultural, deportiva, y de ocio y tiempo libre en el ámbito de los municipios que la integran.
- Información y promoción de la actividad turística de interés y ámbito local.
- Atención a las personas en situación de necesidad o riesgo de exclusión social.
- Infraestructura viaria y otros equipamientos de competencia municipal.[9]

## Estructura orgánica
El gobierno, administración y representación de la Mancomunidad corresponden a los siguientes órganos:
- Asamblea de Concejales.
- Consejo Directivo.
- Presidente.
- Dos Vicepresidentes.